# Nicolás Rubio
Nicolás Rubio (Ibagué, Tolima, Colombia; 29 de enero de 1995) es un futbolista colombiano. Juega de centrocampista.

## Clubes
| Club            | País     | Año         |
| --------------- | -------- | ----------- |
| Envigado F. C.  | Colombia | 2012 - 2016 |
| Unión Magdalena | Colombia | 2017        |
| Envigado F. C.  | Colombia | 2018 - 2019 |

## Resumen estadístico
| País / División  | Partidos | Goles | Promedio |
| ---------------- | -------- | ----- | -------- |
| Envigado F. C.   | 47       | 9     | 0,19     |
| Unión Magdalena  | 8        | 2     | 50       |
| Total en carrera | 47       | 9     | 0,19     |